# Eurybrachys rubricincta
Eurybrachys rubricincta är en insektsart som beskrevs av Walker 1858. Eurybrachys rubricincta ingår i släktet Eurybrachys och familjen Eurybrachidae. Inga underarter finns listade i Catalogue of Life.